# Bundesstraße 59
Pour les articles homonymes, voir B59 et Route 59.
La Bundesstraße 59 (abrégé en B 59) est une Bundesstraße reliant Mönchengladbach à Cologne.

## Localités traversées
- Mönchengladbach
- Rheydt
- Jüchen
- Grevenbroich
- Cologne